# Baschi
Baschi är en liten stad och kommun i provinsen Terni i regionen Umbrien i Italien. Kommunen hade 2 673 invånare (2018) och gränsar till kommunerna Montecchio, Orvieto och Todi.
Baschis kommundelar är Civitella del Lago, Morre, Morruzze, Acqualoreto, Collelungo och Scoppieto.